# Процесс пятидесяти девяти
Процесс 59-ти (другое название — «Процесс второй экзекутивы ОУН») — большой политический процесс, который прошёл 15—18 января 1941 года во Львове в здании областного управления НКВД (тогда ул. Пелчинска, сейчас — ул. Витовского). Перед судом предстали 59 молодых украинцев, преимущественно студентов львовских вузов по обвинению в принадлежности к Организации украинских националистов (ОУН), в антисоветской деятельности и подготовке восстания против советской власти.

## Процесс
Судебному процессу предшествовало длительное, более четырёх месяцев, следствие, отмечавшееся использованием характерных для сталинского времени методов террора, унижения и пыток обвиняемых. 
Председатель суда — Юрко, судьи — Пентакова и Горовенко, прокурор — Харитонов (по слухам — Руденко), защитники с Роман Криштальский, Василий Жовнир, Иван Скибинский, другие. Процесс 59-ти, подобно всем политическим процессам в СССР в том времени, был закрытым. Никого из общественности, а также родственников подсудимых, в зал суда не допустили, однако сам суд был показательным.
О поведении фигурантов судебного дела свидетельствуют официальные документы:
«Большинство осуждённых как на предварительном следствии, так и в ходе судебного заседания не признали себя виновными и не раскаялись, а наоборот — заявляли в суде, что они были и остаются непримиримыми врагами советской власти и в будущем, если будет такая возможность, при любых условиях будут вести борьбу против советской власти…»

## Обвиняемые
Среди обвиняемых было 37 юношей и 22 девушек в возрасте от 16 до 30 лет (самыми младшими участниками процесса были Мария Наконечная и Михаил Чарковский, которые не достигли 16 лет); 13 студентов Львовского университета, 6 студентов Медицинского института, 3 студента Политехнического института, а также 12 гимназистов, 6 выпускников высших школ, 5 выпускников гимназий. Большинство из них — подпольщики ОУН от члена «Юнацтва» до заместителя проводника Краевого Провода Ивана Максимова. Они выполняли разные роли и задания, а многие из них даже не знали друг о друге. Среди обвиняемых националистов был будущий командующий УПА-Север Дмитрий Клячкивский (псевдо «Клим Саур»). Также в число подсудимых попали те, кто не являлся членом ОУН.
В конкретной работе по подготовке восстания весной и летом 1940 года. Готовилась материально-техническая база, кадры для вооруженного восстания. Был разработан специальный «мобилизационный план». Он был разослан в августе 1940 года во все областные, окружные и периферийные районные организации ОУН. Разведка ОУН, согласно плану восстания, собирала сведения о расположении воинских частей, их вооружении, о важных военных, государственных и хозяйственных объектах. Были проведены мероприятия для создания «сеньората», то есть подбор людей, которые согласны с планами и целями ОУН о восстании против советской власти и в момент восстания должны составить остов государственного, хозяйственного и политического аппарата будущего государствацитаты из приговора суда
К смертной казни приговорены 42 человека (среди них — 11 девушек). Подсудимым были назначены местные адвокаты, но защита получила часть дел для ознакомления только накануне заседания, соответственно, не имела возможности ознакомиться с материалами. В целом, заседание стало формальностью, только утвердившей прокурорское обвинение.
Остальные подсудимые были приговорены к длительному десятилетнему заключению с последующей ссылкой и лишением гражданских прав. В мотивации решения суда отмечалось, что суровость приговора обусловлена тем, что «почти все подсудимые заявили в судебном заседании, что не хотят остановить враждебной деятельности против Советской власти и заявили, что будут продолжать враждебную работу при всяких условиях...».

### Список осуждённых и приговоры
- Безпалько Ирина-Арина Владимировна (укр. Безпалько Ірина-Орися Володимирівна 1921 г.р.)— 10+5+5 лет[3], Верховный суд СССР заменил приговор на 8+4[4]
- Березовский Константин Амвросиевич (укр. Березовський Кость-Арпад Амвросійович 1914 г.р.) — расстрел
- Берест Роман-Марьян Петрович (укр. Берест Роман Петрович 1897 г.р.) — расстрел
- Боднар Анна Андреевна (укр. Боднар Анна Андріївна 1917г.р.) - расстрел; Верховный суд СССР заменил приговор на 10 + 5
- Булка Орест Иванович (укр. Булка Орест Іванович 1922 г.р.) — 10+5+5, Верховный суд СССР заменил приговор на 6 + 3
- Винников Наталья Сидоровна (укр. Винників Наталя Сидорівна 1920 г.р.) - расстрел, Верховный суд СССР заменил приговор на 10 + 5
- Вовк Николай Андреевич (укр. Вовк Микола Андрійович 1911 г.р.) — расстрел
- Волошин Елена Васильевна (укр. Волошин Олена Василівна 1898 г.р.) — расстрел, Верховный суд СССР заменил приговор на 10+5
- Гаврилишин Мирослав Дмитриевич (укр. Гаврилишин Мирослав Дмитрович 1923 г.р.) — 10+5+5, Верховный суд СССР заменил приговор на 6 + 3 (старший брат Богдана Гаврилишина).
- Гончарук Богдан Семенович (укр. Гончарук Богдан Семенович 1912 г.р.) — расстрел, Верховный суд СССР заменил приговор на 10+5
- Горбаль Роман Томович (укр. Горбаль Роман Томович 1919 г.р.) — расстрел, Верховный суд СССР заменил приговор на 10+5
- Гошко Николай Михайлович (укр. Гошко Микола Михайлович 1890 г.р.) — расстрел
- Грицай Марта Теодоровна (укр. Грицай Марта Теодорівна 1920 г.р.) — расстрел, Верховный суд СССР заменил приговор на 10 + 5
- Данилевич (Рубинский) Василий Петрович (укр. Данилевич (Рубінський) Василь Петрович 1910 г.р.) — расстрел
- Думанский Михаил Иванович (укр. Думанський Михайло Іванович  1915 г.р.) - расстрел, Верховный суд СССР заменил приговор на 10 + 5
- Думанский Петр Иванович (укр. Думанський Петро Іванович 1913 г.р.) расстрел
- Думанский Степан Иванович (укр. Думанський Степан Іванович 1918 г.р.) — расстрел
- Дьяков Роман Григорьевич (укр. Дяків Роман Григорович 1904 г.р.) — расстрел
- Еднорог Богдан Савич (укр. Єднорог Богдан Савич 1919 г.р.) — расстрел
- Жидик Григорий Степанович (укр. Жидик Григорій Степанович 1913 г.р.) — 10+5+5, Верховный суд СССР заменил приговор на 4 + 2
- Зубач Ирина Антоновна (укр. Зубач Ірина Антонівна 1923 г.р.) — расстрел, Верховный суд УССР заменил приговор на 10 лет лагерей
- Клак Петр Васильевич (укр. Клак Петро Васильович 1911 г.р.) — расстрел
- Клак Софья Степановна (укр. Клак Софія Степанівна 1917 г.р.) — 10+5+5, Верховный суд СССР заменил приговор на 8 + 4
- Клячкивский Дмитрий Семенович (укр. Клячківський Дмитро Семенович 1911 г.р.) - расстрел, Верховный суд СССР заменил приговор на 10 + 5
- Ковалюк Владимира Тимофеевна (укр. Ковалюк Володимира Тимофіївна 1915 г.р.) — расстрел
- Коверко Дарья Максимовна (укр. Коверко Дарія Максимівна 1922 г.р.) — расстрел, Верховный суд СССР заменил приговор на 10+5
- Комар Владимир Степанович (укр. Комар Володимир Степанович 1917 г.р.) — расстрел, Верховный суд СССР заменил приговор на 10+5
- Комар Любовь Степановна (укр. Комар Любов Степанівна 1919 г.р.) — расстрел, Верховный суд СССР заменил приговор на 10+5
- Костышин Юрий Васильевич / «Марков Юрий Михайлович» (укр. Костишин Юрій Васильович 1919 г.р.) — расстрел
- Кохман Анна Иосиповна (укр. Кохман Ганна Йосипівна 1922 г.р.)— 10+5+5
- Коцюба Тарас Теодорович (укр. Коцюба Тарас Теодорович  1918 г.р.) — расстрел
- Крупа Теодозий Владимирович (укр. Крупа Теодозій Володимирович 1918 г.р.) - расстрел, Верховный суд СССР заменил приговор на 10 + 5
- Куницкий Богдан Николаевич (укр. Куницький Богдан Миколайович 1922 г.р.) - расстрел, Верховный суд СССР заменил приговор на 10 + 5
- Левицкий Олег Васильевич (укр. Левицький Олег Васильович 1921 г.р.) - расстрел, Верховный суд СССР заменил приговор на 10 + 5
- Максимов Иван Андреевич / «Бард Богдан Андреевич» (укр. Максимів Іван Андрійович 1913 г.р.) расстрел
- Малащук Людвига Ивановна (укр. Малащук Людвига Іванівна 1915 г.р.) — расстрел, Верховный суд СССР заменил приговор на 10+5
- Матвийчук Андрей Михайлович (укр. Матвійчук Андрій Михайлович 1913 г.р.) расстрел
- Матвийчук Николай Михайлович (укр. Матвійчук Микола Михайлович 1909 г.р.) — расстрел
- Матковская Мария Петровна (укр. Матковська Марія Петрівна 1921 г.р.) — 10+5+5, Верховный суд СССР заменил приговор на 8 + 4
- Матла Елена Антоновна (укр. Матла Олена Антонівна 1917 г.р.)— 10+5+5
- Наконечная Мария Ивановна (укр. Наконечна Марія Іванівна 1924 г.р.)— 10+5+5
- Нирка Станислав Михайлович (укр. Нирка Станіслав Михайлович  1920 г.р.) — расстрел
- Онуферко Степан Антонович (укр. Онуферко Степан Антонович 1923 г.р.) — расстрел, Верховный суд СССР заменил приговор на 6+3
- Пакуляк Михаил Иванович (укр. Пакуляк Михайло Іванович 1913 г.р.) расстрел
- Пецух Михаил Иванович (укр. Пецух Михайло Іванович 1920 г.р.) - расстрел, Верховный суд СССР заменил приговор на 10 + 5
- Пик Ирина Александровна (укр. Пик Ірина Олександрівна 1918 г.р.) — расстрел, Верховный суд СССР заменил приговор на высылку за пределы СССР, поскольку обвиняемая имела гражданство США
- Попадын Ольга Петровна (укр. Попадин Ольга Петрівна 1923 г.р.) — 10+5+5, Верховный суд СССР заменил приговор на 5 + 3[5]
- Притуляк Стефания Васильевна (укр. Притуляк Стефанія Василівна 1915 г.р.) — 10+5+5, Верховный суд СССР заменил приговор на 6 + 3
- Свитлык Лидия Юлияновна (укр. Світлик Лідія Юліянівна 1924 г.р.) — 10+5+5, Верховный суд СССР заменил приговор на 5 + 3
- Слюзар Дмитрий Иосифович (укр. Слюзар Дмитро Йосипович 1919 г.р.) — расстрел, Верховный суд СССР заменил приговор на 10 + 5
- Сороковский Семен Григорьевич (укр. Сороківський Семен Григорович 1912 г.р.) — расстрел
- Ставарская Галина Петровна (укр. Ставарська Галина Петрівна 1920 г.р.) — 10+5+5, Верховный суд СССР заменил приговор на 5 + 3
- Старка Богдан Никитич (укр. Старка Богдан Микитович 1922 г.р.) — 10+5+5, Верховный суд СССР заменил приговор на 6 + 3
- Столяр Галина-Елена Теодоровна (укр. Столяр Олена-Галина Теодорівна 1917 г.р.) — расстрел, Верховный суд СССР заменил приговор на 10 + 5
- Тисляк Степан Михайлович (укр. Тисляк Степан Михайлович 1918 г.р.) — расстрел
- Чарковский Михаил Теодорович (укр. Чарковський Михайло Теодорович 1924 г.р.) — заключение в лагерях, Верховный суд СССР заменил приговор на 6 + 3
- Шенгера Петр Иванович (укр. Шенгера Петро Іванович 1920 г.р.) - расстрел, Верховный суд СССР заменил приговор на 10 + 5
- Шухевич Наталья Иосифовна (укр. Шухевич Наталя Йосипівна 1922 г.р.) — 10+5+5, Верховный суд СССР заменил приговор на 5+3
- Грицеляк Богдан Михайлович (укр. Грицеляк Богдан Михайлович 1923 г.р.) - перед судебным заседанием дело Грицеляка было выделено в отдельное производство, поэтому процесс фактически стал «процессом 58-ми».

## Пересмотр приговоров в Верховном суде
Решением Коллегии Верховного Суда СССР от 15 марта 1941 года наказание некоторым участникам процесса было смягчено. В итоге, 19 осуждённых были расстреляны, 24 получили по 10 лет заключения (среди них — Дмитрий Клячкивский), 15 человек получили от 8 до 4 лет тюрьмы, одна обвиняемая депортирована за границу.
Материалы уголовного дела «Процесса 59-ти» из 8 томов сегодня хранятся в Управлении Отраслевого государственного архива СБУ. Один из томов дела был потерян уже в 2000-х годах в архиве СБУ во Львовской области.